# Vitterhetssamhället Ära och frihet
Vitterhetssamhället Ära och frihet var ett hemligt "vitterhetssamhälle", som stiftades i Stockholm 8 april 1786, tre dagar efter Svenska Akademiens invigning.
Det grundades av 18 män, bland vilka de mest kände torde vara Axel Gabriel Silfverstolpe, Carl Gustaf Nordforss, Gabriel Eurén, Per Enbom och Carl Fredrik Ehrensvärd (-Gyllembourg). Den ordenslika hemlighetsfullheten inom samfundet var strängt omgärdad. Stadgarna, som ännu finns i behåll (i Kungliga biblioteket), visar, att ordens vittra verksamhet var noga reglementerad. Medlemmarnas antal var fastställt till 20. 
Medlem, som ej inom året inlämnat något vittert arbete, uteslöts "för evärldlig tid". Sammankomst hölls varje söndag, och de inlämnade arbetena granskades av en nämnd. Man förberedde våren 1788 utgivning av en samling sådana alster, men ingen tryckning synes ha kommit till stånd, och samfundets öden höljs från denna tid i dunkel. 